# Лагос, Рикардо
Рика́рдо Фройла́н Ла́гос Эскоба́р (исп. Ricardo Froilán Lagos Escobar, род. 2 марта 1938, Сантьяго) — чилийский государственный деятель, 33-й президент Чили с 11 марта 2000 по 11 марта 2006.

## Биография
Изучал юриспруденцию в Чили и США, работал в ООН и, после своего возвращения в Чили в 1978 году, в Международном валютном фонде.
В 1961 году вступил в Радикальную партию, вышел из неё в 70-е, объявив себя «независимым левым».
В середине 1980-х годов Лагос стал бесспорным лидером демократической оппозиции — Коалиции партий за демократию (КПД, Concertación), но в 1990 году всё же отказался, будучи социалистом, от своего лидерства, в 1990-х годах работал в различных министерствах, был министром образования с 11 марта 1990 по 1992 и министром общественных работ с 11 марта 1994 по 1998, в 1999 стал кандидатом от КПД на президентских выборах и одержал на них победу.
Его преемницей на посту президента в 2006 году стала Мишель Бачелет.

## Награды
- Орден Двойного белого креста 1 класса (Словакия, 29 июня 2001 года)[1]
- Орден Короля Томислава (Хорватия)
- Athir Национального ордена Заслуг (Алжир, 7 мая 2005)[2]

## Сочинения
- La concentración del poder económico: su teoría: realidad chilena. Santiago de Chile. Del Pacífico, 1962. 181 p. 4 ediciones
- Lagos Escobar, Ricardo; Ullrich Burckhardt, Kurt Agricultura y tributación: dos ensayos. Santiago, Chile. Universidad de Chile, Instituto de Economía, 1965. xiv + 188 p. 2 ediciones
- La industria en Chile: antecedentes estructurales. Santiago, Chile. Universidad de Chile, Instituto de Economía, 1966. 232 p.